# Marco Friedl
Marco Friedl, född 16 mars 1998, är en österrikisk fotbollsspelare som spelar och är lagkapten för Werder Bremen. Han representerar även Österrikes landslag.

## Karriär
Friedl debuterade för Bayern München i Bundesliga den 25 november 2017 i en match mot Borussia Mönchengladbach, där han ersatte James Rodríguez i halvtid.
Den 1 juli 2019 värvades Friedl av Werder Bremen, där han skrev på ett långtidskontrakt.